# Maya-Zahlschrift

Maya-Ziffern in der Punkt-Strich-Schreibweise

Die Maya-Ziffern, also das Zahlensystem der Maya, wurde zur Angabe von teilweise sehr großen Zahlen für kalendarische Angaben und Berechnungen verwendet. Die Zählweise basierte dabei nicht auf dem uns geläufigen Dezimalsystem (Zehnersystem), sondern, wie in fast allen mesoamerikanischen Kulturen, auf dem Vigesimalsystem (Zwanzigersystem).

## Zahlzeichen
Man vermutet, dass der Grund für das Vigesimalsystem war, dass zum Zählen sowohl die zehn Finger als auch die zehn Zehen verwendet wurden. Dabei erfolgte eine Unterteilung in vier Blöcke zu je fünf Ziffern, was der Verteilung von jeweils fünf Fingern bzw. Zehen an Händen und Füßen entspricht.
Um ein kalendarisches Datum in einer Inschrift angeben zu können, benutzten die Maya zwei verschiedene Systeme zur Darstellung der 20 Tage eines „Monats“. Für die Ziffern 1 bis 19 wurden beim Punkt-Strich-System Punkte (mit dem Wert 1) sowie Striche (mit dem Wert 5) verwendet. Dabei standen die Striche immer parallel zueinander in einer Gruppe, ebenso wie die Punkte.
Manchmal wurden Ziffern bildlich wiedergegeben, durch Kopf-, selten auch durch Ganzkörperzeichen, die verschiedene Götter darstellten. Es existierten eigene Kopfzeichen für die Zahlen 1 bis 12, wobei die 10 eine Sonderstellung einnimmt, da hier der Kopf ein Totenschädel ist – der Gott des Todes. Durch Kombination der Kopfzeichen für 3 bis 9 mit dem fleischlosen Unterkiefer der 10 ergaben sich somit die Zeichen für die Zahlen 13 bis 19. Im Denken der Maya hatte eine Zahl durch den ihr zugeordneten Gott und dessen Eigenschaften Einfluss auf das Schicksal der Menschen.
Besonders beim Ritual- oder Wahrsagekalender der Mayas spielte das eine wichtige Rolle. Dieser bestand aus zwei miteinander kombinierten Zyklen der fortlaufenden Ziffern 1 bis 13 und 20 verschiedenen, in fester Reihenfolge angeordneten Tageshieroglyphen. Dabei wurde dem folgenden Tag die nächste Ziffer und das nächste Tageszeichen aus dem jeweiligen Zyklus zugeordnet, so dass sich 260 verschiedene Kombinationen ergaben. Der 365-tägige Kalender für das Sonnenjahr hatte dagegen 18 „Monate“ zu je 20 Tagen und am Ende noch fünf unheilbringende Tage. Hier wurden die Tage eines „Monats“ von 0 bis 19 sowie die fünf unheilbringenden Tage von 0 bis 4 nummeriert. Die „Monate“ und den Zeitraum der unheilbringenden Tage eines Jahres stellte man durch 19 verschiedene Hieroglyphen dar. In diesem Kalender verwendete man für den ersten Tag im Monat als Leerzeichen im Punkt-Strich-System das Symbol einer Muschelschale oder eines leeren Schneckenhauses bzw. im Kopfzeichen-System einen Kopf, dessen Unterkiefer durch eine menschliche Hand verdeckt wurde.
Die Maya verwendeten ausschließlich positive ganze Zahlen. Für Berechnungen bediente man sich eines Systems von Additionen und Subtraktionen, ähnlich unserem heutigen Rechensystem.

## Stellenwertsystem
| 144000er |    |     |      |       |         |
| 7200er   |    |     |      |       |         |
| 360er    |    |     |      |       |         |
| 20er     |    |     |      |       |         |
| 1er      |    |     |      |       |         |
| Zahl     | 32 | 389 | 4645 | 63264 | 1081086 |

Höhere Zahlen (über 19) wurden in einem Stellenwertsystem ausgedrückt, wobei die einzelnen Stellen die folgenden Werte hatten: 1, 20, 400, 8000, 160000 und weiter jeweils das Zwanzigfache der vorhergehenden Stelle. Zum Beispiel wurde 32 als einzelner Punkt über zwei Punkten mit zwei Linien geschrieben. Der erste Punkt bedeutet Zwanzig oder „1×20“; dann werden die zwei Punkte und zwei Linien addiert, also Zwölf; alles zusammen ergibt: (1×20)+12=32.
Bei der Darstellung von Kalenderdaten, für die das System vor allem benutzt wurde, geht jedoch die zweite Stelle nur von 0 bis 17, alle anderen Stellen werden normal von 0 bis 19 gezählt. Durch diese Unregelmäßigkeit hat die dritte Stelle einen Stellenwert von nur 360, dies stellt eine Annäherung an die Länge des Sonnenjahres in Tagen dar.
Der Nachwelt sind die Zahlzeichen in der Kolonialzeit zunächst durch die Aufzeichnungen des spanischen Bischofs Diego de Landa erhalten geblieben, der in seinem Bericht Relación de las cosas de Yucatán („Bericht über die Begebenheiten in Yucatán“) die Ziffern erwähnte, sowie durch die in Mayathan verfassten Chilam-Balam-Bücher. Die meisten Erkenntnisse über die Bedeutung der Ziffern für Mathematik und Astronomie der Maya sind dem Leiter der Königlichen Bibliothek in Dresden, Ernst Förstemann zu verdanken, der den in seiner Bibliothek befindlichen Dresdner Mayakodex analysierte.

## Herkunft
Das System der Striche und Punkte und das Stellenwertsystem wurde wahrscheinlich in der Kultur von Monte Albán entwickelt und unter anderem von den Olmeken verwendet. Ohne Stellenwertsystem kommt es auch bei Zapoteken, in Xochicalco, Cacaxtla und anderen Orten im mexikanischen Hochland vor.

## Zahlzeichen als Namensbestandteil
Zahlzeichen sind auf Stelen oder im Zusammenhang von Inschriften leicht zu erkennen; man kann jedoch nicht immer davon ausgehen, dass damit eine Datumsangabe (Lange Zählung) gemeint ist, denn Zahlzeichen können auch Bestandteil eines Herrschernamens sein – der berühmteste unter ihnen ist der Herrscher 18-Kaninchen (reg. 695–738) von Copán.